# Sayornis nigricans
Sayornis nigricans là một loài chim trong họ Tyrannidae.